# 平準化 (欧州連合)
欧州連合 (EU) の法令における平準化 (へいじゅんか、英: Harmonisation または 米: Harmonization、別称: 調和) とは、EU加盟各国で異なる法制度の足並みを揃える行為を指す。法的拘束力のあるEUの法令には「規則」(Regulation)、「指令」(Directive)、「決定」(Decision) の3種類が存在する。このうち「規則」と「決定」は、EU加盟国の個人や企業・団体などを直接的に拘束することができる。一方「指令」は目標や権利保護の抽象的な規定を示すにとどまり、間接的な効力しかないため、各国が必要に応じて既存の国内法を改正あるいは新規法案を成立させて具体化する必要がある (これを国内法化 (Transposition) と呼ぶ)。指令の条文内では、国内法化の原則として完全平準化ないし下限平準化を指定するケースがあり、本項ではこの2つの原則を中心に解説する。

## 定義と意義
完全平準化 (かんぜんへいじゅんか、英: Maximum harmonisation または 英: Full harmonisation) とは、主に指令に基づいてEU加盟各国が目的達成する際に、EU法で設定された基準を上回ることも下回ることも許さない原則である。最大調和化原則の日本語訳が用いられることもある。
一方、下限平準化 (かげんへいじゅんか、英: Minimum harmonisation) とはEU法では最低限の基準を定めるに留め、EU加盟各国でそれを上回る基準を独自に設定することができる原則である。
EUの基本条約の一つであるEU機能条約 第26条では、人・モノ・サービス・資本の域内自由移動を目的に掲げており、自由移動の障壁を取り除く政策の一環でこうした平準化の法令を制定することがある (例: デジタル単一市場戦略)。
一部のEU加盟国が既に国内法でより高い水準を達成している場合、新規のEU法が制定されることによってその国の水準を下げることがないよう配慮し、下限平準化が選択されることがある。しかし下限平準化の場合、これから水準を高めようとする国では上乗せ規制 (英: Gold-plating、別称: 金メッキ処理) の問題が起きうる。上乗せ規制とは、EUの法令の文言解釈から外れ、国内法化に際して過度な規制や義務を課すことで、EU法令の本来の目的を歪めるようなEU加盟各国による追加の立法措置を指す。

## 具体例
下限平準化から完全平準化へ切り替えた例として、欧州消費者法の一つを構成する2019年成立の物品売買指令 (Directive (EU) 2019/771) がある。物品売買指令は売主と消費者間の売買契約に関する準則であり、たとえば不良品が売買された際の消費者救済条項を盛り込んでいる。これ以前には1999年成立の消費用動産売買指令 (Directive 1999/44/EC、略称: CSD) が存在しており下限平準化を採用していたが、2019年の物品売買指令成立に伴って、1999年のCSDは廃止された。
物品売買指令の法案審議過程をまとめた欧州議会の資料によると、1999年のCSDでは不良品の販売から2年以内であれば買主である消費者側は返金・返品などの救済措置をとることができた。さらに国内法でこれ以上の年数に延長することが可能であった (CSD 第8条)。この下限平準化のアプローチを採用した結果、たとえばオランダのように期限未設定の立法を行い、売主側に期限不明の瑕疵担保責任を負わせる国が出現した。こうしてEU加盟国が各々で独自の立法措置をとったことから、EU域内の物品売買のルールが入り乱れて「平準化」したとは言い難い状況に陥った。この反省を踏まえ、2017年の物品売買指令では下限平準化から完全平準化に切り替え、EU域内のルールを統一したのである。特に中小企業の販売事業者にとっては、他国への物販が容易になったと評価されている。
またサイバーセキュリティ関連の例を挙げると、2022年に改正ネットワークおよび情報セキュリティ指令 (略称: NIS2指令、Directive (EU) 2022/2555) が成立し、リスク管理の体制整備や、事件・事故発生時の迅速な当局通報義務を重要インフラ業界に課している。NIS2指令はその名のとおり "Article 5 Minimum harmonisation" (第5条 下限平準化) の条項が設けられており、NIS2指令以上の高度なサイバーセキュリティの義務をEU加盟各国が課すことを認めている。
1つの法令に完全平準化と下限平準化の両方が盛り込まれている例としては、EU著作権法が挙げられる。EU著作権法では原則として著作権者が著作物の排他的な利用権を有しており、デジタル著作物の保護を規定する2001年の情報社会指令 (Directive 2001/29/EC) ではその権利の内訳を規定している。この排他的な利用権は完全平準化の規定である:315。この原則の上で、第三者が著作権者の許諾不要で利用できるシーンを「引用」や「パロディ」など例外・制限規定で具体的に列記して、部分的に独占を緩和している。EU加盟各国は例外・制限規定の項目すべてを国内法化して無断利用の範囲を緩和する必要はないが、この項目以外を国内著作権法で追加することを情報社会指令では禁じている。換言すると、情報社会指令の例外・制限規定は著作権者の独占権のおよぶ範囲の下限を定めた下限平準化であり:24、国内法化にあたって項目を減らすことは、すなわち著作権保護の水準を情報社会指令よりも高めることを意味する。2019年にDSM著作権指令が成立したことで情報社会指令当初の例外・制限項目が追加されているが、この追加分は国内法化が必須となっており、仮に情報社会指令とDSM著作権指令間で矛盾が生じた場合は、完全平準化のDSM著作権指令が優先されると解釈されている:35。

## 違反時の措置
たとえばベルギーでは、上述のDSM著作権指令を国内法化する目的で2022年に経済法典 (Wetboek van economisch recht) に収録された著作権法を改正している。しかしこの改正はDSM著作権指令の求める著作権保護水準を上回るものであり、GoogleやMeta、ソニーなどの大手IT企業5社が個別にベルギー憲法裁判所に違憲訴訟を起こしている。2024年9月26日、ベルギー憲法裁判所から欧州司法裁判所への5件まとめた付託が決定され (判決番号: 98/2024)、その論点は計13点に上る。
このような立法の無効確認をとる手続について、以下に解説する。
- EU法の体系
  - EU法の一般原則
  - 欧州連合条約 (EU条約、略称: TEU)
  - 欧州連合の機能に関する条約 (EU機能条約、略称: TFEU)
  - 欧州連合基本権憲章 (略称: Charter)
    - TEFU 第288条からの派生法 (二次法)
      - EU規則
      - EU指令
        - EU加盟各国による国内法化立法措置

      - EU決定

EUには「EU法の一般原則」と呼ばれるものがあり、条文化されてはいないものの国際慣習法に次ぐ重要な位置を占め、個々のEU法の法源と見なされる考え方である。また、EUの基本条約として重要視されているものの一つに、EU機能条約 (略称: TFEU) がある。TFEU 第288条に基づき、規則・指令・決定などの派生法 (二次法) が制定される。そしてTFEU 第288条は、EUの派生法 (二次法) がこの「一般原則」に適合するようEUの諸機関に対して義務を課している。このように階層化しているEUの法令であるが、これに反する行為がとられた際には、加盟国の政府やEUの諸機関のほか、自然人 (一般個人) や法人も欧州司法裁判所 (CJEU) などEU各裁判所に提訴できる (TEU 第19条3(a)、TFEU 第263条および第265条)。提訴を受けて仮にEUの各種法令が「一般原則」に反すると判断された場合、TFEU 第264条に則って欧州司法裁判所は無効を宣言できる。
EU加盟国内の裁判所でEU法令などの解釈や効力について争点となった場合、いったん国内の訴訟は中断して欧州司法裁判所などのEU裁判所に判断を付託することができる。この手続を「先決裁定」(英: preliminary ruling procedure) と呼ぶ。